# Amedeo Tommasi
Amedeo Tommasi, citato anche come Amedeo Forte (Trieste, 1º dicembre 1935 – Roma, 13 aprile 2021) è stato un pianista jazz italiano.

## Biografia
A 6 anni comincia a studiare il pianoforte prendendo lezioni private da un'insegnante classica. Interrompe gli studi dopo tre anni a causa della guerra, per poi riprenderli dal 1946 al 1950. A 17 anni frequenta l'Università a Bologna e comincia ad appassionarsi di jazz. Costituisce un trio (pianoforte, basso e batteria) con il quale fa parecchi concerti in ambito locale, finché nel 1959 partecipa a La coppa del Jazz, concorso nazionale indetto dalla RAI, dove, pur essendo sconosciuto ai più, si classifica 3º in Italia tra i gruppi di stile moderno.
Dopo questo exploit, il trio di Amedeo Tommasi comincia a fare concerti jazz in tutta Italia, e suona con i migliori musicisti italiani di passaggio nella penisola.
Nel 1961 conosce Chet Baker, il famoso trombettista statunitense, ed entra a far parte del suo gruppo, composto interamente da musicisti europei di fama (Benoît Quersin, Franco Mondini, René Thomas, Bobby Jaspar). Con questo gruppo incide per la RCA Italiana un disco unanimemente considerato uno dei capolavori di Chet Baker, Chet is Back!.
Nel 1963 partecipa alla trasmissione televisiva Gran Premio nella squadra del Friuli-Venezia Giulia.
Dopo i numerosi concerti fatti con Chet Baker, Tommasi continua la sua attività musicale all'estero, partecipando a tutti i principali festival del jazz europei, tra cui Comblain La Tour, Liegi, Koblenz, Bled, Jouan les Pins, per poi trasferirsi a Roma, dopo la laurea in Economia e Commercio.
A Roma viene assunto come arrangiatore dalla RCA Italiana, e conosce tutto il mondo musicale nazionale, collaborando con numerosi arrangiatori e cantanti.
Con Rita Pavone Tommasi fa una tournée in Inghilterra, dirigendo numerose orchestre per vari spettacoli televisivi. Fa anche una tournée europea con Mikīs Theodōrakīs (memorabile il concerto alla Royal Albert Hall) e suona all'Olympia di Parigi con Gianni Morandi.
Verso la fine degli anni sessanta, Tommasi inizia a comporre musica da film, e, dopo alcuni film minori, collabora per circa 10 anni con il regista Pupi Avati, scrivendo le musiche di numerosi suoi film, tra cui Balsamus, l'uomo di Satana, Thomas e gli indemoniati, La mazurka del barone, della santa e del fico fiorone, Bordella, Tutti defunti... tranne i morti, Le strelle nel fosso, La casa dalle finestre che ridono, oltre che a curare le musiche delle serie televisive Jazz Band e Cinema!!!.
L'attività di Tommasi da quel periodo si è rivolta al cinema e alla televisione. Ha composto le colonne sonore di numerosissimi documentari televisivi (tra cui, nel 1983, "Italia in guerra" di Massimo Sani) ed ha contribuito a moltissime trasmissioni. Ha collaborato con Bruno Biriaco alle musiche della trasmissione Piacere Raiuno (circa 300 puntate), ed ha composto le musiche per la versione italiana della soap opera Santa Barbara (circa 1000 puntate) e, più successivamente ha composto le musiche originali del serial televisivo Passioni con Virna Lisi e Gigi Proietti, prodotto dalla Titanus, Un amore americano con Brooke Shields e Carlo delle Piane, Prigioniere del Cuore con Elisabetta Gardini, e la serie tv Non ho l'età con Marco Columbro.
Per oltre 20 anni Tommasi ha collaborato con Ennio Morricone fornendogli materiale sonoro elettronico per i suoi film, e successivamente ha collaborato con lui alla realizzazione delle musiche del film La leggenda del pianista sull'oceano di Giuseppe Tornatore. In questo film, Amedeo Tommasi ha composto 8 brani, tra cui il famoso Magic Waltz e Danny's Blues, ed appare in un piccolo cameo nei panni di un accordatore di pianoforte.
Amedeo Tommasi ha iniziato la sua carriera didattica con l'insegnamento dell'armonia Jazz alla scuola di musica St. Louis di Roma, inaugurando un sistema nuovo di insegnamento dell'armonia jazz, basato sulla riarmonizzazione dei famosi standard americani. In questo periodo, Tommasi insegnava ad una classe di oltre 150 allievi, che venivano da tutta Italia per assistere alle lezioni al St. Louis.
Tommasi ha avuto la cattedra di ear training e di armonia per 5 anni ai corsi estivi di Siena Jazz assieme ai migliori jazzisti italiani. Nel 1992 ha tenuto un corso estivo di jazz all'Accademia Chigiana di Siena, per i compositori classici, invitato dal Maestro Franco Donatoni. Nel 2003 ha tenuto uno stage di armonia jazz ed un concerto nel festival internazionale di Bled, e nell'estate del 2005 ha registrato il disco di jazz "jam session in bled" col famoso violinista classico Jernej Brence.
Nel 2010 ha partecipato al film documentario Pupi Avati, ieri oggi domani di Claudio Costa, dedicato al regista Pupi Avati che lo ha lanciato come compositore cinematografico. Il film è stato presentato in anteprima al Festival di Bellaria.
Una curiosità: firmando con lo pseudonimo Amedeo Forte registra il pianoforte del brano "Napule è" di Pino Daniele, insieme a Roberto Spizzichino alla batteria e Piero Montanari al basso con i quali aveva formato un trio jazz.

## Discografia parziale

### Album
- 1972 - Astrattismo e avanguardia (Dischi Egede, S5-1072; con Marco Di Marco)
- 1974 - Camera-Car (Rotary, R 1006; con Narassa)
- Zamboni 22 (Adventure, AV LP 300/001)
- Chet is back
- Jam session